# 160 هـ
160 هـ هي سنة في التقويم الهجري امتدت مقابلةً في التقويم الميلادي بين سنتي 776 و777.

## أحداث
- المهدي يامر بإخراج آل زياد بن أبيه من ديوان قريش ومن النسب الأموي.
- المهدي يخلع ابن عمه عيسى بن موسى من ولاية العهد ويجعلها في ولده موسى الهادي.
- توسعة المسجد النبوي.
- ثورة عبد السلام بن هاشم اليشكري الخارجي بنواحي الموصل.

## مواليد
- سحنون بن سعيد التنوخي
- أحمد بن أبي دؤاد
- أبو نصر الباهلي
- ابن أبي دواد الإيادي
- خليفة بن خياط
- علية بنت المهدي
- محمد بن حميد
- محمد بن سلام البيكندي
- محمد بن عبد الله بن نمير
- محمود بن خداش الطالقاني

## وفيات
- نضلة بن نعيم التميمي
- شعبة بن الحجاج